# Radu Terinte
Radu Terinte (n. 17 octombrie 1963) este un senator român în legislatura 2004-2008 ales în județul Iași pe listele partidului PC.